# Macradenia rubescens
Macradenia rubescens är en orkidéart som beskrevs av João Barbosa Rodrigues. Macradenia rubescens ingår i släktet Macradenia och familjen orkidéer. Inga underarter finns listade i Catalogue of Life.